# Ninja (стример)
Ninja (справжнє ім'я — Річард Тайлер Блевінс, англ. Richard Tyler Blevins, нар. 5 червня 1991 року) — американський стример, летсплеєр. Станом на лютий 2019, є найпопулярнішим стримером на Twitch з більш ніж шістнадцятьма мільйонами підписників і з середньою кількістю 30 000 глядачів на тиждень . 

## Раннє життя
Річард Тайлер Блевінс народився у Детройті в американській родині валлійського походження. Коли йому виповнилося півтора року, його батьки разом з ним переїхали до передмістя Чикаго. У дитинстві захоплювався відеоіграми та спортом. Після закінчення школи він вирішив стати професійним кіберспортсменом — приєднався до професійних організацій і почав брати участь у турнірах. 

## Кар'єра
Річард Блевінс почав грати в Halo 3 професійно у 2009 році.  Виступав у складі різних команд, включаючи Cloud9, Renegades, Team Liquid, Luminosity Gaming. У складі Luminosity Gaming він у 2017 році виграв класифікацію PUBG Gamescom Invitational. Свою діяльність як стримера Блевінс почав у 2011 році. Популярність почала стрімко зростати, коли він почав регулярно стримити «Fortnite», що збіглося з ростом популярності гри. У вересні 2017 року він мав 500 000 підписників; за пів року ця кількість зросла на 250 %. У березні 2018 року Блевінс встановив рекорд Twitch за кількістю глядачів на одному окремому стримі. У квітні 2018 року він побив власний рекорд під час Ninja Vegas 2018, де він зібрав аудиторію близько 667 000 глядачів.
Станом на березень 2019 року, кількість підписників на його YouTube-каналі складає понад 21 мільйон. Блевінс заробляє понад $ 500,000 на місяць від стримів по Fortnite.
17 червня 2018 року Блевінс оголосив, що співпрацює з Red Bull Esports. 
У вересні 2018 року, Ninja став першим кіберспортивним гравцем, чиє фото прикрасило обкладинку щомісячного спортивного видання ESPN The Magazine, що стало проривом для всієї сфери кіберспорту. 
У жовтні 2018 року уклав угоду з лейблом Astralwerks і разом з Alesso, Nero, Tycho і 3LAU записав альбом під назвою Ninjawerks: Vol.1. Альбом вийшов 14 грудня 2018 року.

## Нагороди та номінації
| Рік  | Церемонія            | Категорія             | Результат    | Ref.   |
| ---- | -------------------- | --------------------- | ------------ | ------ |
| 2018 | 8th Streamy Awards   | Творець року          | Перемога     | [ 21 ] |
| 2018 | Esports Awards       | Кіберспортсмен року   | Перемога     | [ 22 ] |
| 2018 | The Game Awards 2018 | Творець контенту року | Перемога     | [ 23 ] |
| 2019 | 11th Shorty Awards   | Twitch-стример року   | В очікуванні | [ 24 ] |